# Ulf Raschke
Ulf Raschke (* 23. Juli 1972 in Recklinghausen) ist ein ehemaliger deutscher Fußballspieler. Für Borussia Dortmund spielte er jeweils einmal in der Bundesliga und im Europapokal.

## Sportlicher Werdegang
Raschke begann mit dem Fußballspielen beim Hertener Stadtteilverein SV Vestia Disteln. 1991 wechselte er zu Borussia Dortmund, beim BVB spielte er fortan in der Amateurmannschaft in der Oberliga. Dort reüssierte er zwar als torgefährlicher Stürmer, konnte sich aber zunächst nicht für die Profimannschaft empfehlen. Aufgrund einer Verletztenmisere rutschte er im UEFA-Pokalhalbfinale 1992/93 gegen den französischen Klub AJ Auxerre in den Kader und kam zu einem Kurzeinsatz. Auch beim Endspiel wurde er kurzfristig in den Kader aufgenommen, bei der 0:3-Hinspielniederlage bei Juventus Turin blieb er jedoch ohne Einsatz. Da die Mannschaft direkt zum folgenden Bundesligaspiel beim 1. FC Nürnberg anreiste, saß er auch hier auf der Bank und wurde in der zweiten Halbzeit eingewechselt.
Später verließ Raschke die Borussen und spielte für den SC Verl, Rot-Weiss Essen und LR Ahlen in der Ober- und Regionalliga. Anschließend wurde der gelernte Industriemechaniker Fußballtrainer im Amateurbereich.